# Distrito Escolar Independiente de La Joya
Distrito Escolar Independiente de La Joya(La Joya Independent School District, LJISD) es un distrito escolar de Texas. Tiene su sede en La Joya.El consejo escolar del distrito tiene un presidente, un vicepresidente, un secretario y cuatro miembros. Gestiona 23 escuelas primarias, ocho escuelas medias, y seis escuelas preparatorias.
LJISD sirven a estos lugares incorporados: La Joya, Palmview, Peñitas, Sullivan City y partes de Alton y Mission. El distrito también sirven a estos lugares designados por el censo: Abram, Citrus City, Cuevitas, Doffing, Havana, La Homa, Los Ébanos, Palmview South, Perezville y partes de West Sharyland.

## Historia
A partir de 2018 tiene cerca de 30.000 estudiantes.

## Complejo atlético
En 2018 el distrito está construyendo un parque acuático, financiado con el fondo general. Con 90.000 pies cuadrados, es el primero parque acuático en Texas que es la propiedad de un distrito escolar. En seis de siete días, está abierto al público. LJISD también construyó una piscina de 21.993 pies cuadrados, un campo de golf con 27 hoyos, y cuatro canchas de tenis; el distrito anteriormente utilizó la piscina municipal de la Ciudad de La Joya. El LJISD Sports and Learning Complex tiene estos lugares.

## Escuelas

### Escuelas preparatorias
- La Joya High School
- Palmview High School
- Juárez-Lincoln High School
- College & Career Center
- HOPE Academy

### Escuelas medias
- César E. Chávez Middle School
- Lorenzo De Zavala Middle School
- Irene M. García Middle School
- Memorial Middle School
- Ann Richards Middle School
- Dr. Javier Saenz Middle School
- Juan De Dios Salinas Middle School
- Domingo Trevino Middle School

### Escuelas primarias
- Rosendo Benavides Elementary School
- Lloyd M. Bentsen Elementary School
- Enrique Camarena Elementary School
- Narciso G. Cavázos Elementary School
- Elodia R. Chapa Elementary School
- William J. Clinton Elementary School
- Kika De la Garza Elementary School
- Díaz-Villareal Elementary School
- José De Escandón Elementary School
- Guillermo Flores Elementary School
- Maria Rosanelia Flores
- Sam Fordyce Elementary School
- Evangelina Garza Elementary School
- Henry B. Gonzalez Elementary School
- John F. Kennedy "JFK" Elementary School
- Leo J. Leo Elementary School
- Dr. Palmira Mendiola Elementary School
- Dr. Americo Paredes Elementary School
- Juan N. Seguin Elementary School
- Tabasco Elementary School
- Emiliano Zapata Elementary School